# Jaime Lerner
Jaime Lerner GOMM (Curitiba, 17 de dezembro de 1937 – Curitiba, 27 de maio de 2021) foi um professor, arquiteto, engenheiro civil, urbanista e político brasileiro filiado ao Democratas (DEM). Pelo Paraná, foi governador durante dois mandatos e prefeito da capital Curitiba em três ocasiões.
Foi eleito presidente da União Internacional de Arquitetos (UIA) em julho de 2002. Após deixar a vida política, Lerner se dedicou aos projetos de urbanismo, sendo também consultor das Nações Unidas para assuntos de urbanismo.

## Biografia
Nascido numa família de imigrantes poloneses de religião judaica originária de Łódź, Jaime Lerner estudou em escolas públicas até o secundário, passando pelo Colégio Estadual do Paraná. Obteve sua graduação em Engenharia Civil em 1961 e em Arquitetura em 1964, ambas da Universidade Federal do Paraná. Em 1965, Lerner participou da criação do Instituto de Planejamento Urbano de Curitiba (IPPUC), responsável pelo Plano Diretor da cidade.
Casou-se em 1964 com Fani Lerner (1945 – 21 de maio de 2009), com quem teve as filhas Andrea e Ilana.
Pelo edifício-sede da Polícia Federal em Brasília, foi premiado no Concurso Nacional de Projetos em 1967. Em 2007, recebeu da XI Bienal Internacional de Arquitetura de Buenos Aires prêmio conjunto pela urbanização Pedra Branca. Recebeu doutorados honorários da Universidade Técnica de Nova Scotia e da Universidade de Tecnologia de Cracóvia, além de ser membro honorário do Royal Institute of British Architects, do American Institute of Architects e do Royal Institute of Architects of Canada.

### Política, partidos e afastamento da vida pública
Filiou-se à Aliança Renovadora Nacional (ARENA) em 1971, quando foi nomeado prefeito biônico da capital paranaense. Ainda seria prefeito de Curitiba por outras vezes entre as décadas de 1970 e 1990, além da Arena, foi pelo PDS e PDT. Depois, foi governador do Paraná por dois mandatos consecutivos, de 1995 a 2002 — elegeu-se primeiro pelo PDT e, em seguida, pelo então PFL (atual DEM). Em 1997, Lerner, deixou o PDT após divergências com o principal líder do partido na época, Leonel Brizola. Em seguida, filiou-se ao então PFL.

Lerner ficou afastado da política nos últimos anos de vida. Mas questionado pelo jornal Folha de S.Paulo, em 2020, sobre o momento político recente do país, Lerner disse queː
"em termos políticos o que deveria existir é a boa convivência entre aqueles que não concordam, isso está difícil"
e
"o que eu gostaria de ver é uma visão mais humana, mais próxima, não antagônica, espero que isso aconteça. Todas as cidades que têm apresentado crise nessa pandemia precisam ser repensadas com mais solidariedade".
Desde que deixou a política, atuava no desenvolvimento de projetos de arquitetura e urbanismo para os setores público e privado de diversas cidades no Brasil e no exterior, como Rio de Janeiro, São Paulo, Brasília, Porto Alegre, Florianópolis, Recife, Havana (Cuba), Caracas (Venezuela), Xangai (China), Luanda (Angola), David (Panamá), Mazatlán (México) e Santiago de los Caballeros (República Dominicana). 

### Morte
Em março de 2021, Lerner teve Covid-19, mas na ocasião apresentou somente sintomas leves da doença. Lerner faleceu na madrugada do dia 27 de maio de 2021 no Hospital Universitário Evangélico Mackenzie, em Curitiba. Estava internado desde o dia 21 de maio após apresentar um quadro de febre. Lerner vinha fazendo hemodiálise. A causa da morte, segundo o Hospital, foi em decorrência de complicações de doença renal crônica.
O Governo do Estado do Paraná decretou luto oficial de três dias. O governador Ratinho Júnior (PSD), escreveu: "O Paraná perde um grande cidadão, que ajudou a transformar Curitiba e o Estado". O velório do político foi realizado na capela do Cemitério Israelita do Água Verde, o sepultamento no Cemitério Israelita do Santa Cândida.

## Prefeitura de Curitiba

### Primeiro mandato
Em seu primeiro mandato a frente da prefeitura de Curitiba, efetuou uma obra controversa, para a época, e que tornou-se, com o passar do tempo, um dos principais cartões postais de Curitiba.
O calçamento da Rua XV de Novembro e devolvendo à via de alcunha republicana o nome imperial do qual muitos tinham se esquecido – Rua das Flores. A rua foi aberta com exclusividade aos pedestres em 20 de maio de 1972. Outra importante obra de seu primeiro mandato a frente da capital paranaense, foi a abertura de vias exclusivas para os ônibus urbanos (chamados "expressos"), ocorrido em setembro de 1974, a atual Rede Integrada de Transporte.

### Segundo mandato
Nomeado novamente, retornou ao cargo em 1979.

### Terceiro mandato
Em 1988, foi eleito por sufrágio popular para o mandato à frente da prefeitura curitibana pelo PDT. Neste terceiro mandato foram realizadas construções que se tornariam não só ícones da arquitetura brasileira,  mas também da cidade de Curitiba e do Paraná. Foi inaugurado em setembro de 1991 a Rua 24 horas, em outubro do mesmo ano o icônico Jardim Botânico de Curitiba, ambos do mesmo arquiteto Abrão Assad. E em 1992 a Ópera de Arame, do arquiteto paranaense Domingos Bongestabs.
Em 1994, foi eleito governador do Paraná e em 1997, trocou o PDT pelo PFL e foi reeleito governador em 1998.

## Governador do Paraná

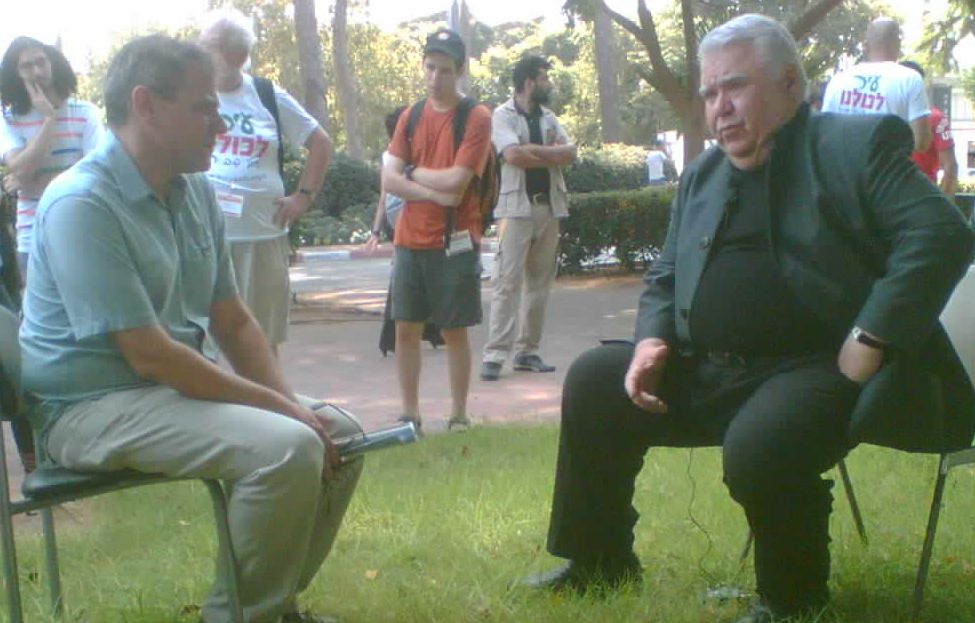
Jaime Lerner e Nitzan Horovitz.

Eleito governador do Estado do Paraná em 1994 e reeleito em 1998, Lerner promoveu a maior transformação econômica e social da história do Estado. Apoiado em uma política de atração de investimentos produtivos, o Paraná se consolidou como um novo polo industrial do País, contabilizando investimentos de 20 bilhões dólares entre o período de 1995 a 2001. A exemplo da experiência bem sucedida de Curitiba, o governador Jaime Lerner preocupou-se em resolver problemas de transporte, uso do solo, educação, saúde, saneamento, lazer e industrialização como um todo.
Essa preocupação, intensa principalmente na área social, de educação e de atenção à criança, renderam ao Governo do Paraná o prêmio Criança e Paz da Unicef, para os programas "Da Rua para a Escola", "Protegendo a Vida" e "Universidade do Professor".
Admitido à Ordem do Mérito Militar em 1993 no grau de Comendador especial pelo presidente Itamar Franco, Lerner foi promovido em 1995 por Fernando Henrique Cardoso ao grau de Grande-Oficial especial.

### Críticas
Ações do então governador questionadas pela população do estado foram a tentativa de privatização da COPEL e a privatização das estradas do estado sem a inclusão de cláusulas de controle das tarifas cobradas pelas concessionárias, dando origem às praças de pedágios no Paraná. Lerner enfrentou também diversas crises, conflitos com integrantes do MST e greve dos professores da rede pública estadual e servidores da Educação.

## Condenações

### Dispensa ilegal de licitação
Em 2011, uma decisão do STJ condenou Jaime Lerner a três anos e seis meses de prisão, mais uma multa, pelo crime de dispensa ilegal de licitação na construção de estradas em seu Estado. Mesmo tendo sido condenado, Jaime Lerner não precisou cumprir a pena devido a prescrição do Crime e por ter mais de 70 anos na época.

### Improbidade administrativa
Em agosto de 2013, Jaime Lerner foi condenado no Tribunal de Justiça do Paraná por improbidade administrativa devido ao pagamento indevido de quarenta milhões de reais em uma indenização por áreas desapropriadas em Cascavel. Os dois beneficiários da indenização também foram condenados. Ainda cabe recurso à decisão.